# 박정희에 대한 평가 및 논란
이 문서는 박정희에 대한 평가 및 논란을 다룬다.

## 평가
박정희는 10월 유신 등 각종 논란이 있는 대한민국의 독재자이었으나 평가하는 개인이나 집단의 생각이나 이념에 따라 "시대적 상황에 따라 독재가 불가피했다"며 일부 긍정적으로 평가하거나 "민족의 영웅"이라며 극찬을 하기도 한다. 반면, 일부는 "독재는 어떤 상황에서도 용인할 수 없는 것"이라며 비판하기도 한다. 한편, 한미관계 개선 일조,경제 성장 기여, 군사력 증강 등 여러 업적들이 오직 독재와 민주주의 억압, 일본 출신, 친일 성향이라는 등 미명 아래 외면받고, 저평가되는 경우가 발생하는 가운데, "박정희가 아니더라도 경제 발전은 되었을 것"이라는 주장도 제기되는 듯 이와 같이 엇갈리는 시각으로 숱한 사회문제가 발생하기도 했다.

### 국내의 평가

#### 긍정적 평가
마하티르 빈 모하맛: “박정희 대통령이 한국 발전의 토대(foundation)를 만들었고, 그 위에 개발이 이뤄질 수 있었던 것”이라고 했다.”“아무리 계획이 출중하고 예산이 많다고 해도 지도자의 철학이 없다면, 그 정책은 성공할 수 없습니다. 그래서 朴正熙 대통령의 지도자 철학을 한국으로부터 배우려고 했던 것입니다. 한국의 자멸하는 과격노조는 배우고 싶지 않습니다.”
월간조선 전 대표인 조갑제는 박정희의 지지 기반은 '침묵하는 서민 대중'이었으며 이들 속에서 박정희는 항상 영웅이었다고 보았다. 또한 봉건적 잔재와 싸웠다는 평가를 내리기도 했다. 또한 조갑제는 “박정희는 자신의 선천적 조건인 가난과 작은 체구의 문제를 극복하고 38명의 급우들을 통솔하는 데 상당한 능력을 발휘한 것 같다.”라며 “박정희 급장의 통솔 방식이 대통령 박정희의 통치술로 발전한 것”이라는 평가를 내린다.
김학준 동아일보 회장은 “장사하는 사람을 제일 낮춰 본 사농공상의 시대에 상업국가론은 혁명이었다”며 초정 박제가의 ‘상업국가론’이며 이를 꽃 피워 국가발전의 틀을 닦은 게 박정희 전 대통령이라고 설명하였으며 “박 전 대통령은 농업국가로부터 상업국가, 즉 무역국가로의 대전환을 이뤄 대한민국을 흥융하게 했다”고 평가했다.
1999년, 조갑제와 대담한 노태우 전 대통령에 의하면 박정희 주변인에게서 들은 이야기를 인용, 나라를 위해 심혈을 기울여 일해도 국민이 알아주질 않아 배신감을 느꼈으며 박정희가 유신으로 나간 것도 그런 동기가 깔려 있다고 보았다. 민주주의라는 교과서를 기준으로 생각한다면 박정희를 독재라고 비난할 수 있겠지만, 수준이 높아진 상태에서 민주주의를 하기도 어려울 것이며, 그보다 훨씬 못한 시절에 야당 주장대로 민주주의식으로 했다면 나라를 버리는 것과 마찬가지였다고 평가하기도 했다.
1974년, 민청학련 사건으로 투옥되었던 이해찬 전 국무총리는 “민주화 운동시에는 박 전대통령의 한쪽 측면만을 보고 비판을 했었다”면서 그러나 “지나고 나서 보니 박 전대통령의 경제발전의 공(功)을 알게 됐다”고 말하였으며 이어 “근대화와 민주화가 이렇게 짧은 시기에 압축적으로 된 나라가 없다. 그래서 사고의 균형을 갖게 됐다”고 말했다.
이만섭 전 국회의장은 “박 전 대통령은 오늘의 한국이 있게 한 분이자 기초를 닦은 분이다. 그것을 아무도 부인하지 못한다. 장기집권이 문제였지만 박 전 대통령은 굉장히 소탈하고 청렴했다. 부정부패에 대해 철두철미했고 가족과 측근들에 대해서도 굉장히 엄격했다. 그런 점이 재평가를 받는 요인이라고 생각한다.”고 평가하였다.
대통령 비서실장을 역임한 김정렴의 증언에 의하면 박정희는 경제적으로 검소한 생활을 하였다고 한다. 넥타이, 만년필, 전기면도기 세 가지를 빼고는 모두 국산을 사용하였으며 국산 넥타이를 매면 마디가 잘풀려서 상공부에 넥타이에 대한 특별지시까지 했으나 풀리지 않게 하는 납처리 기술을 로열티를 지불하고 도입할 처지가 못되어 결국 생전에 국산 넥타이를 마음껏 매보지 못했다고 한다.

##### 경제정책
박정희는 통일의 길은 조국 근대화에 있고, 근대화의 길은 경제적 자립이며 자립은 통일의 첫 단계라고 보아 "근대화를 통해 개발독재의 정당성을 확보하여 낙후한 조국을 구제하겠다"는 목표를 가지고 국가재건사업을 추진하였으며 재임 기간 중 경부고속국도 건설, 수출 증대, 소득 증대, 저축 장려, 식량 자급과 자족 실현, 새마을 운동 등을 통한 인프라 구축으로 "일제강점기와 한국 전쟁을 거쳐 황폐화된 한국 경제의 비약적인 발전에 기여하였다"는 평가를 하여 "근대화에 기여하였다"는 견해도 있다.
삼성전자 부회장을 역임한 윤종용은  “박정희 대통령이 독재자라지만 이 시대에 열심히 엔진을 돌려놓았기 때문에 엔진이 꺼진 지금도 관성에 따라 우리 경제가 앞으로 나아가고 있는 것”이며“지난 40여년간 우리나라 1인당 국민소득이 200배 이상 늘어났는데 이런 수치를 두고 어떻게 박 대통령 시대에 대해 뭐라 말할 수 있겠느냐.”고 반문했다. 그는 특히 “박 대통령은 어느 정도 규모의 공장이면 준공식에 빠짐없이 참석할 정도로 기업활동과 경제에 깊은 관심을 보였다.”며 여타 대통령들과의 차별성을 지적했다. 윤 부회장은 또 “산업화의 기틀이 된 새마을 운동을 ‘정치적 목적이 있다’며 이후 정권에서 없애버린 것도 개인적으로는 옳지 않다는 생각을 갖고 있다.”고 주장했다.
좌승희 한국경제연구원장은 2004년 당시 열린우리당 의원 당선자 워크숍에서 “경제민주화와 균형성장 정책이 오히려 한국경제의 역동성을 앗아갔다”며 의원 당선자들에게 “여러분이 싫어할지 모르겠지만 열린우리당의 청산 대상인 박정희 패러다임이 한강의 기적을 가져왔고 이에 대한 재평가가 필요하다”고 소신발언을 토해냈다.
박정희의 통치 기간 동안 정치권력과 관계가 좋았던 현대, 금성, 삼성, 롯데 등과  여러 개 중소기업이 재벌과 대기업으로 성장하고 포항제철로 대변되는 중화학 공업이 중추 산업으로 등장했다.
새마을 운동은 베트남, 네팔, 라오스 등의 개발 도상 국가에서 벤치마킹의 대상이 되어 호평을 받고 있다. 개발지상주의자로 평가받는 박정희 정부의 그린벨트 정책과 조림사업은 양대 환경 치적으로 평가받고 있다.
반기문 유엔 사무총장은 2008년 3월, 유엔 본부에서 열린 빈곤ㆍ질병 퇴치를 위한 `새천년개발목표` 아프리카 주도그룹 회의 후 기자회견을 열어 경제 발전과 초고속 인터넷 접근에서 가장 성공한 사례인 한국에서 배울 점을 설명해 달라는 질문에 "한국이 성공한 데는 많은 요인이 있을 수 있다"며 "나는 유엔 일부 직원들에게 아프리카 국가들이 한국 성공사례를 배울 것이 없는지에 관해 얘기해왔다"며 한국의 새마을 운동을 긍정적으로 소개했다.
세계은행 이사회에 한국에 관한 기조연설자로 초청된 박정희 대통령의 비서실장 출신인 김정렴은 "강력한 정부주도의 '수출 지향적 공업화 경제 정책'으로 경제 발전을 이룰 수 있었다"는 요지의 연설을 했다. 이에 의하면 "박정희는 조국의 근대화와 민족중흥이라는 꿈과 미래상을 비전으로 국민에게 제시하였고 '잘살아 보자'고 호소하며 국민의 단결을 고무하였으며, 박정희 시대의 한국은 어떠한 어려움이 있더라도 소기의 목표를 달성하고 마는, 노벨경제학상 수상자 미르달이 정의한 '경성국가'였다" 라고 평가하며 "덩샤오핑은 한국을 최빈국에서 중진국 선두주자로 끌어올린 박 대통령 집권 18년간의 실적을 높이 평가했다"고 덧붙였다.
노회찬의 비판적인 평가에 대해서 당시 한나라당 홍준표는 “국가가 통제하는 경제 체제를 선택한 박정희 정권의 경제정책도 좌파정책이었지만 박 대통령의 경제정책을 비난하는 사람은 없다”고 평가했으나 성장 정책으로 말미암은 고물가에 신음했던 서민을 외면하는 등 사실 관계가 맞지 않은 평가였다.

##### 여론조사 결과
2008년 7월 박정희는 서울신문 창간 104주년 특집-건국 60년 여론조사에서 정부 수립 이후 지금까지 가장 큰 업적을 남긴 대통령으로 꼽혔다. 그를 뽑은 응답자는 전체의 73.4%에 달했다. 이어 이승만 8.4%, 김대중 7.0%, 노무현 5.1%였다. 김영삼 0.5%, 노태우 0.2%, 전두환 0.1% 등은 응답자가 모두 1%에도 못 미쳤다. 경제분야에서도 박정희는 압도적인 지지율을 보였다. 경제분야에 대해 응답자의 무려 82%가 박정희를 꼽았고, 김대중 5.2%, 전두환 4.6%, 노무현 2.5% 순으로 지목했다. 박정희는 응답자 특성에 관계없이 모든 계층에서 70% 이상 높은 응답을 이끌어냈다.
2008년 8월, KBS가 미디어리서치에 의뢰해 실시된 건국 60주년 기념 여론조사 결과에 따르면 역대 대통령 중 업적을 가장 많이 남긴 대통령으로 박정희 전 대통령이 꼽혔다. '건국 이래 업적이 가장 큰 대통령이 누구냐'는 질문에 박정희 전 대통령이 73.4%, 김대중 전 대통령이 11.5%, 노무현 전 대통령은 4.3%의 지지를 얻은 것으로 조사됐다.
2009년 8월, 여론조사 전문기관 '리얼미터'에서 국가발전에 가장 높게 기여한 대통령을 묻는 설문조사에서도 1위로 박정희 전 대통령(53.4%), 김대중 전 대통령(25.4%), 3위엔 노무현 전 대통령(12.4%)이 올랐다. 이어 전두환(2.2%), 윤보선(1.8%), 이승만(1.6%), 노태우(1.3%), 김영삼(1.3%), 최규하(0.5%) 전 대통령 순으로 집계됐다. 박정희 전 대통령은 대구경북(64.0%)과 대전충청(64.5%) 지역에서 많은 응답을 얻었다. 반면 박정희 전 대통령은 50대 이상에서 65.5%, 40대 59.4%, 30대 44.8%, 20대 36.7% 등 응답자의 연령이 높을수록 높이 평가하는 것으로 나타났다.
2009년 영남대학교에서 여론조사 전문기관인 ‘리서치 앤 리서치’에 의뢰해 실시한 여론조사에 따르면 응답자의 75.6%가 박정희 전 대통령이 대한민국 발전에 가장 큰 역할을 했다고 답했으며 이어 김대중(12.9%), 노무현(4.4%), 이승만(0.6%), 전두환(0.6%), 김영삼(0.5%) 전 대통령 순으로 나타났으며 응답자 중에서 72.8%는 ‘박 전 대통령에 대한 제대로 된 평가가 필요하다’고 답해 ‘아직 때가 아니다’(16.8%)를 크게 앞섰다.
2008년, 현대 경제연구원에서는 ‘정권별 선진화 기여 평가와 이명박 정부의 과제’라는 내용의 보고서를 내놓았는데 이 보고서에서는 153.6%를 기록한 박정희 정부를 대한민국 선진화에 가장 큰 기여를 한 정권으로 평가하였다. 이는 정권초 선진화 지수를 100으로 했을 때 정권 말에는 253.6를 달성했다는 의미로서 박정희 정부에 이어 전두환 정부 44.3%, 김영삼 정부 42.7%, 노태우 정부 36.5%, 김대중 정부 28.1%, 노무현 정부 23.8% 순이었다.
2010년 9월에 실시된 역대 대통령 신뢰도에 관한 여론조사에서 박정희는 34.2%로 1위로 나타났다. 2007년에 실시된 조사에서는 52.7%, 2009년에는 41.8%로 나타나 눈에 띄게 하락세를 보였다. 시사IN은 신뢰도 조사 결과에 대해 이명박 대통령의 경제 발전 방식이 ‘박정희 향수’를 상당히 소진시킨 것으로 분석했다. 박정희에 대한 평가는 계층별로도 차이가 컸다. 40대 이상, 대구경북, 한나라당, 자유선진당 지지층에서 평가가 높았으며, 20~30대 젊은층, 진보성향, 화이트칼라, 대학교 재학 이상의 고학력층을 중심으로 평가가 낮았다.
2011년 리서치뷰가 조사한 여론조사에서 "전현직 대통령들 중 가장 호감가는 사람을 1명 선택해달라"는 질문에 박정희를 선택한 사람은 31.9%로 노무현의 30.3%를 제치고 1위를 기록했다. 또한 '역대 대통령이
다시 대선에 출마한다면 그들 중 누구에게 투표하겠느냐'는 질문에서도 과반수를 넘기는 압도적인 차이로 1위를 기록했다.
2014년 한국갤럽이 10월 2일부터 29일까지 전국의 만 13세 이상 남녀 1700명을 대상으로 초대 이승만 전 대통령부터 현 박근혜 대통령까지 총 11명의 선호도를 조사한 결과, ‘한국인이 가장 좋아하는 대통령’은 노무현(32%), 박정희(28%), 김대중(16%) 순으로 나타났다.
2015년 한국갤럽이 7월 28∼30일, 8월 4∼6일 두 차례에 걸쳐 전국 성인남녀 2003명을 대상으로 조사한 '광복70주년 기념 여론조사'에서 '나라 잘 이끈 대통령'에 박정희 (44%), 노무현(24%), 김대중(14%), 이승만(3%), 전두환(3%) 순서로 나타났다.
2016년 리얼미터가 역대 대통령의 국가발전 기여에 대한 국민인식을 조사한 결과, 노무현 전 대통령이 국가발전에 가장 크게 기여했다는 응답이 35.5%로 1위, 박정희 전 대통령이 30.8%로 2위, 김대중 전 대통령이 15.8%로 3위로 나타났다. 이는 탄핵 정국 때문으로 풀이된다.
2018년 리서치뷰가 뉴시스의 의뢰로 조사를 실시한 결과에 따르면, 문재인 대통령이 전·현직 대통령 호감도 조사에서 36% 지지를 얻어, 27% 지지율을 얻은 박정희 전 대통령을 9%p 앞섰다. 이어 노무현 전 대통령 19%, 김대중 전 대통령 7%, 김영삼 전 대통령 3%, 이명박·박근혜 전 대통령 2% 순으로 조사됐다.

#### 부정적 평가

##### 경제정책 비판
경제학자 김수행은 그의 저서 《박정희 체제의 성립과 전개 및 몰락》에서 경제학적 분석을 통해, 박정희의 경제정책은 높은 착취율에 기반한 것이며 실제 국민생활의 개선은 1987년 6월 항쟁 이후에 있었다고 주장한다. 상지대학교 교수인 홍성태도 박정희 시대의 경제 정책을 '토건 국가'적인 정책이라고 비판하였으며, GNP 성장 위주의 정책 속에서 "저임금-저곡가 체제", "자연을 마구잡이로 이용하고 파괴하는 착취 체계"의 이중의 착취 위에 건설된 것으로 평가하였고 개발을 위해 그의 독재가 필연적인 것도 아니었으며, 경제정책은 독재의 구실일 뿐이었다고 비판한다. 박정희 정권 말기인 1979년 5월의 소비자 물가 상승률은 12.3%를 기록했고, 석유제품의 가격은 59%, 전력요금은 35% 상승한 반면, 저임금 정책이 지속되어 경기가 위축되었다. 이미 당시부터 재벌들이 부를 독점하기 시작하여, 1979년의 제조업 출하액 중 20대 재벌이 차지하는 비중이 30.3%를 기록하였다. 이에 반해 경제성장률은 지속적으로 하락하여 1976년에는 14.1%, 1977년에는 12.2%, 1978년에는 9.7%를 기록했다는 박정희 정권의 차관 정책과 대외무역 의존에 대한 비판도 있다. 우리사회연구소 이동훈 상임연구원에 따르면, 박정희의 차관 정책은 미국 주도로 이루어졌으며, 이로 인해 한국 경제는 겉으로는 규모가 커졌으나 실제로는 미국의 사양산업과 공해산업을 떠맡아 사실상의 '하청경제'가 되었고, 핵심기술의 도입을 차관을 준 나라에 의존하게 되어 불공정 무역이 조장되었다. 역사학자 정운현에 따르면 박정희는 이 과정에서 불법 정치자금을 받기도 했다. 이러한 차관 정책에 따라 수출이 강요되었고, 불공정 무역으로 인해 박정희 집권 18년 동안 무역수지 적자가 223억 달러에 달했다. 박정희 정권은 적자 해소를 위해 저임금, 저곡가 정책을 주도했고, 이는 노동자 계층과 농촌 붕괴의 원인이 되었다. 더욱이 박정희 정권 말에는 중화학 공업 정책의 실패로 무리한 중복 투자가 이루어졌고, 이는 재벌의 영토 확장과 비대화를 불러 일으키는 동시에 사회 양극화를 더욱 심화시켰다. 이러한 악순환은 결국 YH 사건으로 대변되는 노동자 투쟁을 불러왔다. 서중석 민족문화연구소 소장은, 박정희 정권에서 만들어진 취약한 경제구조가 이후 개선되지 않았고 결국 IMF 외환위기의 한 원인이 되었다고 비판했으며, 이 시기에는 박정희가 아니라도 고도성장을 이룰 수 있었다고 평가했다.
박정희는 아시아 각국의 독재자들과 같이, 대기업 중심의 경제 정책은 중소기업간 성장의 불균형을 야기했고, 소비에트 연방을 모방한 강력한 국가주의적 경제정책으로 산업 전체를 독점하는 개발독재관치경제를 띠고 있었다 고 주장하는 비판이 있다. 미국은 제2공화국 정책과 비교하면서 군사정부의 제1차경제개발계획이 지나치게 의욕적이라며 경계하며, AID원조자금을 축소하기도 했다.
1997년 일어난 외환 위기 IMF 구제금융사건 이후, 박정희의 경제 정책에 대한 일부 비판적인 견해가 일었다. 미국 경영자들은 주주가치를 창출하는데 매진하는 동안, 아시아 경영자들은 현대 군벌들의 비위를 맞춰줘야 했다. 그 결과 경영자들은 금융위기가 닥쳤을 때 자회사 분사나 합병 파트너 모색 등 재빨리 대처할 자유나 탄력성을 갖지 못하고, 대기업과의 정경 유착으로 인한 한국 재벌의 관치금융, 통제금융 의 의존적 총체적 부실이 결국 한국 경제의 부실로 이어져 외환 위기의 간접적 원인이 되었다는 비판적 견해의 해석이 있다.
강준만은 월간 말의 투고글에서 IMF 사태 이후의 박정희 신드롬을 조선일보, 조갑제, 군사 독재의 후신들 등에 의한 박정희 미화라고 비판하였다. 박정희 시대의 경제 성장은 민주주의의 성장을 가져온 것이 아니라 후퇴를 가져왔고 또한, 박정희가 서민적이고 검소한 대통령이라는 주장 역시, 각종 부조리 의혹사건, 3분 폭리사건, 장준하가 폭로한 3분 밀수사건, 전두환 정권 때 밝혀진 김종필의 200억대 부정축재 사건 등으로 볼 때 설득력이 없다고 주장한다. 그는 신드롬이 "개발 독재의 단맛을 독점해온 사회 곳곳의 수구적 보수 세력과 특히 그들과 결탁된 조중동 보수 언론"이 부추긴 것이라고 평가하고 있다. 또한 박정희에 대한 외국의 긍정적인 평가에 대해서는 김재홍 동아일보 논설위원의 《박정희의 유산》이라는 책을 인용하며, "(3선 개헌 직전인 1970년) 한국의 로비스트가 미국의 영향력 있는 대학 교수 겸 프리랜서에게 박정희의 얼굴을 타임지 표지사진으로 게재하게 주선해 주면 5만 달러를 제공하겠노라고 제의"하는 등 박정희에 대한 외국의 호의적인 반응의 원인을 다르게 진단하기도 한다.
주한미군은 한국을 지키려고 주둔하는 것이지만, 미국 트럼프 대통령은 한·미 동맹에서도 기업가다운 면모를 보이며 주한미군 주둔의 가장 중요한 목적이 한국 방위보다 동북아에서 미국의 경제·정치·군사적 이익을 보호하려는 데 있음을 외면하고 그 수혜자인 한국이 주둔 비용의 100%를 내야 한다 주장을 하였다. 한미동맹의 가치를 안보가 아닌 미국의 경제 이익의 관점에서 평가절하 했다. 주한미군 평택시대에서도 미군의 유입이 본격화하면서 숙박, 음식점 등 서비스 업종이 직접적인 수혜를 보는 등 지역경제 활성화에 상당한 도움이 될 것이라는 지역 여론에서 기대감이 작용한다.

##### 민주주의 탄압에 대한 비판
정치적 측면에서는 민주주의 탄압에 관련된 비판이 있다.
박정희의 정치적 경쟁자이자 14대 대통령을 지낸 김영삼은 "쿠데타로 집권한 박정희는 바로 볼 수 없다"고 평가하였다. 김영삼은 미화가 심하고 제대로 된 공과를 따져야 한다고도 평가하였다.'쿠데타로 집권한 사람을 바로 볼 수는 없습니다. 누가 뭐래도 중정(중앙정보부)을 앞세워 바로 살자고 하는 사람들을 숨 못 쉬게 했어요. 이 사실을 국민들이 잘 알지 못합니다. 미화가 심해요. 공과를 따져야 합니다.' 라 하였다.
김영삼은 박정희의 죽음에 대해 "박정희는 나를 제명해서 죽은 겁니다. 내가 박 정권으로부터 제명당하고 했던 말이 있지요. '닭의 모가지를 비틀어도 새벽은 온다'고."하였다. 또한 김영삼은 "박정희는 용서할 수 있는 사람이 아닙니다."라고 단호하게 잘라 말했다. 김영삼은 개인적으로 박정희에게 '멀쩡한 총재를 총재가 아니라고 해서 내쫓고, 나를 죽이려 백주 대낮에 염산으로 테러를 가하고 내 측근들을 연행해 얼마나 탄압하고 죽이지 못해 온갖 짓을 다하고 했다. 하지만 박 전 대통령이 죽기 전에 ‘당신이 나를 그렇게 미워했지만 너무 미안해하지 말라. 나는 이미 다 풀었다.'고 말하기도 했다.
정치적 경쟁자인 4대 대통령 윤보선의 비서관을 지낸 언론인 김준하의 증언에 의하면 "박정희와 윤 대통령과의 면담 과정 등을 지켜보면서 아주 영리하고 이기적인 사람이라는 것을 느꼈다"며 "박정희는 민정 이양 등에 관해 수시로 말을 바꿨다"고 진술하였다.
강준만, 서중석, 진중권, 한홍구 등 진보적인 학자들은 민주적으로 선출된 정부를 군사 정변으로 전복한 집권 과정, 정치적 반대자에 대한 탄압, 극심한 반대자 인권 탄압 등에 대해서 부정적이고 비판적인 시각을 보이고 있다.
진중권은 "경제가 삐걱거릴 때마다 박정희 신드롬이 나타나곤 했다. 박정희 없었으면 아직도 우리가 보릿고개 넘고 있을 거라는 한심한 얘기가 꽤 널리 퍼져 있나 보다"라고 말했다. 민주노동당 우위영 대변인은 "박정희 정권은 쿠데타 정권의 정통성을 억지로 미화하기 위해 민주주의를 탄압했던 20세기 대한민국의 치욕의 정권"이라고 평가했다.
이와 관련하여 스위스 제네바에 본부를 둔 ‘국제법학자회’는, 대법원에서 사형 선고를 하고 20시간 만에 형 집행을 했던 1975년 4월 9일을 ‘사법사상 암흑의 날’로 선포했다. 당시 박정희 대통령은 1975년 2월 문공부 연두순시 발언을 통해 “인혁당은 세상이 다 아는 공산당”이라며 “반공을 국시로 하는 나라에서 아무리 해도 못 알아듣는 사람은 법으로 다스리겠다”고 말했다.
김재규의 여동생 김단희는 언론에 '(부마항쟁 등에) 민란이 일어나면 대통령 가족들을 그냥 두겠느냐, 박근혜와 (박정희) 아이들이 광화문 네거리에서 처참한 모습으로 내쫓기는 모습을 어떻게 보느냐'고 김재규가 안타까워했었다고 했다.

##### 언론탄압에 대한 비판
동아일보 백지 광고 사태로 대표되는 박정희 정권의 언론탄압에 대한 비판이 있다.
1972년 일명 '프레스카드제'를 실시하여 파시즘체제에서의 전형적인 언론 통제를 시작하였다. 국가보안법과 긴급조치로 수시로 언론을 탄압하였기에 1973년에는 도쿄에서 납치돼 온 김대중 전 대통령의 이름을 기사화할 수 없어 '재야인사'로만 표기하였다. 1977년 프리덤 하우스는 대한민국을 언론자유도에 근거하여 1~7등국 중 5등국으로 분류하였는데, 이는 자유화되기 전 공산국가이던 헝가리, 폴란드 등과 동점, 후진국으로 분류되던 인도네시아, 필리핀, 케냐 등과 동급이었다. 이러한 정권의 탄압 속에 보수신문사들이 특혜를 누려 이후 대한민국의 주류 언론이 되었다는 평가도 있다.
2014년 12월 24일 대법원은, 박정희 정권의 언론탄압을 비판하다 해직된 동아일보 기자들의 국가배상 소송에서 1, 2심 재판부의 원고 패소 판결을 뒤집고 파기환송하였으나 전국언론노동조합은 이를 꼼수 판결이라며 비판하는 등, 여전히 박정희 정권에서의 언론탄압으로 인한 사회적 문제가 대두되고 있으며, 박정희, 박근혜 정권이 대를 이어 언론을 탄압한다는 비판도 이어지고 있다.

##### 부정부패와 비자금조성에 대한 비판
새나라자동차 사건, 워커힐 사건, 증권파동, 빠찡고 사건 등, 소위 대한민국 중앙정보부 4대 의혹 사건의 배후로 박정희 정권의 핵심 기관인 중앙정보부가 지목되어 부정부패에 대한 비판이 일었다. 신군부 등장 이후 부정축제의 당사자로 지목되어 정계에서 은퇴했던 이후락은 자신의 재산과 관련한 발언에서 "떡(정치자금)을 만지다보면 떡고물(부스러기 돈)이 묻는 것 아니냐"고 해명하여 박정희 정권의 부정부패 실태를 언급했다. 언론인 김삼웅은 군사정권이 민주공화당의 사전조직에 필요한 정치자금 확보를 위해 일련의 사건들을 저질렀다고 비판했다.
코리아게이트의 주범인 박동선은 당시 청와대가 스위스 취리히 소재의 은행을 통해 자신에게 19만 달러(2012년 당시 시세 100억원 상당)를 건넸다고 미 의회에서 증언했다. 이는 박정희 정권이 스위스 은행을 통해 거액의 비자금을 운용해왔다는 의혹을 불러 일으켰다. 12·12 군사 반란 공판 당시 전두환은 "박정희 시해사건 수사 중 청와대 사금고가 발견돼 열어보니 9억여 원이 들어 있었다. 이 중 6억 원은 유족 대표인 박근혜에게 전달했다. 2억 원은 정승화 당시 육군참모총장에게, 5000만 원은 노재현 당시 국방장관에게 전달한 뒤 나머지 1억 원은 합동수사부 수사비로 썼다"고 진술했다.
이와 관련하여 박근혜 역시 상속세나 증여세 없이 출처가 불분명한 돈을 받았음을 인정하였고, 2012년 12월 대선토론회에서는 통합진보당 이정희 후보의 "당시 6억 원은 서울 대치동 은마아파트 30채(당시 은마아파트 31평형의 분양가는 2,090만원)를 살 수 있는 액수였다"는 주장에 대해 반박하며, "나는 자식도 없으니 나중에 사회에 환원하겠다"고 밝혔지만, 이후 사회환원은 이루어지지 않았고 돈의 출처에 대해서도 명백히 밝혀지지 않고 있어 이에 대한 논란과 비판이 이어지고 있다.
박정희 정권 당시에도 이러한 일련의 사건들로 인해 부정부패에 대한 비판이 있었고, 삼성그룹의 사카린 밀수 사건 등의 수사에도 지지부진한 모습을 보여 정경유착에 대한 비판과 함께 국회 오물투척사건 등이 일어나기도 했다.

##### 정수장학회,육영재단관련 비판
박정희가 부일장학회를 강탈하여 정수장학회를 세운 것이 아니냐는 비판이 끊임없이 제기되어 왔다. 부일장학회를 국가에 헌납하는 과정부터가 비판의 대상으로, 이와 관련하여 박근혜는 부일장학회의 헌납 과정에 문제가 없었다고 주장했으나, 부일장학회의 설립자 김지태의 장남 김영구가 '아버지가 수갑을 찬 상태로 운영권 포기각서에 서명하고 도장을 찍는 모습'을 옆에서 목격했다며 이는 헌납이 아닌 강탈이고, 정수장학회는 정치적 장물이라고 주장했다.
강탈 이후의 행적 역시 비판의 대상으로, 부일장학회의 재산을 국고에 귀속시켜야 했음에도 이를 이용하여 정수장학회, 육영재단을 설립하여 재산을 은닉한 것 아니냐는 비판을 받고 있다. 겉으로는 공익으로 포장했지만 실제로는 이를 사유화하고 있다는 비판도 있는데, 실제 박근혜는 1995년부터 2005년까지 정수장학회 이사장직을 맡기도 했다. 이와 관련하여 김영삼은 정수장학회와 육영재단을 '부정축재의 수단'이라고 비판하기도 했다.
2007년 5월 29일 진실.화해를 위한 과거사 정리위원회는, 부일장학회는 박정희 정권에 강제헌납된 것으로 결론내리고 재산을 원소유주에게 돌려주라고 정부에 권고했다. 이에 박근혜는 과거사 정리위원회의 권고를 무시한 채, "공익법인화한 정수장학회를 다시 사회환원하라는 것은 정치 공세"라고 반박하였다. 하지만 이런 발언에 대해 '그렇다면 그들 주장대로 공익법인인 육영재단을 두고, 박근혜의 형제들끼리 싸우는 이유가 무엇이냐'며 박근혜의 인식과 그 가족의 행태에 대한 비판도 끊이지 않고 있다. 또한 육영재단이 소유한 영남학원의 정관에는 '교주 박정희'라고 명시되어 있는 것으로 알려져, 공법인이라는 박근혜의 변명과 배치되는 것으로 드러났다. 이에 앞서 2005년 언론노조 정수장학회 공동대책위는, 정수장학회의 문화방송 주식, 부산일보 주식, 영남대, 부동산 등 그 재산을 최소 1조원이라고 추산했으며, 많게는 10조원에 이를 수도 있다고 보았다.

##### 유신헌법 비판
정해구 성공회대 교수는 "장기집권용 유신체제는 박 전 대통령이 심복이던 김재규 중앙정보부장 총탄에 쓰러지기 전에 스스로 출구를 찾기 어려운 체제였다"고 지적했다.
임지봉 교수는 "전후 독일이 나치 헌법을 무효화했듯, 우리 국회는 지금이라도 유신헌법 무효선언이 필요하다"며 "유신은 헌정사에서 제외해야 할 헌법의 진공상태였다"고 말했다.
정치학자 박명림은 "유신체제는 법치를 부인하고, 입법부와 국민주권을 부정했으며, 권력자(박정희)를 법과 제도 아래 두는 공화국 원리를 부정한 세계사적으로도 극히 드문 헌정 파괴행위"라고 비판했다. 개헌 과정에서부터 국회의원 3분의 2 이상의 의결을 규정한 당시 제3공화국 헌법을 위반했고, 이러한 위헌 행위는 원천적으로 무효하다고 주장했다. 더불어 유신헌법은 기본권을 제약했으며, 대통령이 통일주체국민회의에서 간접선거로 선출되게 하고, 대통령이 국회의원의 3분의 1(유정회 의원)을 추천하고, 국회 동의 없는 긴급조치권을 가지도록 규정해 박정희의 장기집권과 독재를 위한 도구가 되었다는 비판이다. 그는 "우리 헌법 질서는 여전히 박정희 체제 속에 있다"며 "민주주의와 경제민주화, 공무원의 정치적 중립 등에 관한 근본적인 토론이 필요한 때가 됐다"고 말했다.
박정희 집권시절의 경제정책에 대해 부정적인 평가를 내린 강준만은 박정희 시대의 파시즘적 성격에 주목했다. 그에 의하면 박정희의 유사 파시즘적 체제는 1972년 민주제도를 파괴하고, 영구집권 기반을 확립한 '10월 유신'으로 성립되었으며, 박정희식 유사 파시즘은 '민족성 개조'라는 이름의 국민의식 개조운동과 공포와 폭력이라는 물리적 탄압의 두 가지 수단을 통해 공고해졌다고 주장했다. 그는 박정희가 10월 17일 "민족의 지상 과제인 조국의 평화적 통일을 뒷받침하기 위해 한국적 민주주의를 만들어야 한다"면서 비상 계엄을 선포했고, 이른바 10월 유신을 통해서 유사 파시즘 체제의 시동을 걸었으며 유신헌법은 그 유사 파시즘 체제의 법적 표현이라고 주장했다.
한편 농촌 새마을 운동에서 시작해 도시-공장-학교로 확대된 새마을 운동이 "10월 유신과 영구 집권에 필요한 대중동원 수단"이자 "유신이념과 연결된 정치적 국민운동"이었다는 주장과 함께 현충사 성역화 사업도 또한 박정희에게 이순신은 "'나'는 없고 '국가'와 '민족'만 있는, 한마디로 표현하면 멸사봉공의 정신"이었으므로 새마을운동과 '이순신 성웅화' 작업은 의식개조운동의 표본이라 주장했다.
아주대학교 정치외교학과 양병기 교수는 박정희가 2차대전 이전에 일본에서 사용되던 어휘인 ‘민족중흥·국력배양·총화단결·유신체제’를 사용하였다고 하였다. 5·16 군사쿠데타 이후 박정희의 경제발전에 대한 인식은 ‘일본의 근대화방식에 토대’를 두고 있었다고 볼 수 있다.
1972년 당시 3군단 군단장 김재규는 "내가 북한과 남한의 체제를 상세히 비교, 장병들이 자연스럽게 남한이 우수하다는 사실을 알 수 있도록 정신교육 교범을 작성했는데, 박정희가 모두 망쳐 놓았다. 유신헌법으로 남한 체제의 우수성이 모두 사려졌다."고 비판했다.
김상헌 북한인권정보센터 이사장은 2018년도 동계 올림픽을 평창으로 유치하는 노력에 1/10의 힘만으로도 충분히 북한을 제압할 수 있는 현실적인 방법과 수단이 분명히 있다고 주장하였다. 하지만 남한 사회는 이러한 인류역사의 변화와 인류 얌심의 힘을 깨닫지 못하고 있으며, 유신제도는 반공이라는 이름으로 공산주의를 실천한 실례 중에 하나로, 불로 불을 끄겠다며 대한민국을 오랫동안 병들게 한 환상이라고 하였다. 맹목적인 방공선전이 반공을 위해서라면 다른 범죄를 저질러도 된다는 환상을 한국 사회에 깊이 심어 두었다고 보았다.

##### 친일행적 의혹
만주국에서 일본인들이 발행한 <만주신문> 1939년 3월31일 7면에 ‘혈서 군관지원’이라는 제목의 기사를 통해 "치안부 군정사 징모과로 조선 경상북도 문경 서부 공립소학교 훈도 박정희군(23)의 열렬한 군관 지원 편지가 호적등본, 이력서, 교련검정합격 증명서와 함께 ‘한목숨 다 바쳐 충성함 박정희’(一死以テ御奉公 朴正熙)라는 혈서를 넣은 서류로 송부되어 담당자를 감격시켰다"고 하면서 "일본인으로서 수치스럽지 않을 만큼의 정신과 기백으로서 일사봉공(一死奉公)의 굳건한 결심입니다”라고 적었다고 했다.
5.16쿠데타 직후 국가재건최고회의 의장신분이던 1961년 11월 12일에 박정희가 미국 방문길에 일본을 들러 만주군관학교에 다닐 때 교장이었던 나구모 신이치로를 만나자 "선생님의 지도와 추천 덕분에 육군사관학교를 나와 여기까지 올수 있었습니다." 라고 말한 뒤 큰절을 하며 술을 따랐으며 나구모 신이치로는 박정희에 대해 "다카키 마사오 생도는 태생은 조선인일지 몰라도 천황페하에 대한 충성심은 일본인보다 훨씬 더 일본인다웠다."고 했다. 만주군관학교시절 일본관동군장교들과 동기생들을 만나 회포를 푸는 자리에서 박정희는 유창한 일본말로 "나는 정치도 경제도 모르는 군인이지만 일본근대화의 아버지인 요시다 쇼인을 가장 존경한다."고 말했다.

#### 2000년 이후의 평가
2000년대에 들어 박정희에 대한 평가는 크게 엇갈리고 있다. 고도 경제 성장을 이룩한 대통령, 민족 중흥을 실현한 지도자 등의 긍정적인 평가와 시대에 편승한 기회주의자이자 독재자라는 부정적인 평가가 양립하고 있으며 이러한 의견 차는 대한민국의 진보주의와 보수주의 혹은 민주주의와 권위주의, 민족주의와 반공주의 등을 가르는 하나의 상징으로 간주되기도 한다.
개인적인 원한관계와 이해관계에 의한 상반된 평가가 상존하고 있으며 일부 언론에선 박정희의 친일 의혹을 취재, 보도하여 박정희가 친일파인가에 대한 논란이 다시 일어났으나 해방 이후 남로당에 가입한 것으로 보아 정확하게는 친일파라기 보다 시류에 편승해서 욕망을 탐하는 기회주의자에 가깝다.
연세대학교 사회학과 김동노 교수는 “박정희 정권의 정책을 보면 상당히 평등지향적인 것들이 있다. 흔히 박 전 대통령은 경제개발에만 관심을 쏟은 지도자라고 평가되지만, 당시 정책 가운데 국가사회주의적인 요소들이 꽤 있었다”다고 평가하였으며 “예컨대 의료보험 정책에서 시장지향적이 아닌 국가주도적 체제를 도입했으며, 교육분야에서 중·고등학교 평준화를 시행한 것은 대표적인 국가사회주의적인 시도였다”고 주장하여 사회주의를 공산주의와 동일하게 여겨 빨갱이로 몰아붙이는 지지자들을 당황하게 하였다.
같은 대학 류석춘 교수는 “‘박정희 독재’가 가능했던 것은 사람들이 어느 정도 동의했기 때문이며 동의를 얻어내는 데에는 도덕성이 큰 역할을 했다.”고 평가했으며  류 교수는 “당시의 리더십은 “‘잘 살기 위해 부정부패 안 하고 열심히 할테니, 국민도 잘 따라오라.’는 것이었다.”고 말했다. “당시 전반적으로 국가와 기업의 유착도 있었지만, 국가를 위한 것이었다는 측면에서 동의를 얻었던 것”이라는 해석했으나 당시 총리를 지낸 김종필이 자신의 부패 논란에 대해 "떡을 만지다 보니 떡고물이 묻었다"고 변명한 것이나 일상에서 행정관료에 의한 뇌물이 오고 가는 것이 묵인된 상황에서 근거없는 발언이다.
명지대학교 정치외교학과 신율 교수는 “당시 근대화 과정에서 개발독재가 불가피했던 점은 인정해야 한다”고 하여 대한민국을 민주공화국으로 정한 이승만 대통령 등 정치 지도자를 머쓱하게 하면서도 ‘하면 된다’, ‘할 수 있다’는 문구가 우리 국민에게 자신감을 줬다는 평가도 있지만 이 때문에 과정보다는 결과를 중시하는 풍토가 생긴 측면도 있다”고 다른 해석도 내놨다. “민주주의는 과정이 중심인데도, 결과 위주의 정치·사회 문화가 만들어졌다”는 얘기다.
IMF 사태 이후 김대중. 노무현 정권의 경제정책에 대한 반발로 박정희의 인기는 높아졌는데, 이를 '박정희 신드롬'으로 평가하기도 한다. 상지대 경제학과 교수 조석곤은 이러한 박정희 신드롬을 '박정희 신화'로 평가하며, 일종의 영웅사관이라고 비판한다. 성공회대 조현연 교수도 "독재자 박정희의 부활이라는 역사적 아이러니"를 "신화 속의 허구"라 비판하며, "청산해야 할 독재통치 18년"으로 평가한다.
이들은 박정희 신드롬을 비판하면서, 박정희의 업적이라고 알려진 것에 대해 비판을 가한다. 그들에 의하면, 박정희 시대의 경제성장은 민주주의의 성장을 가져온 것이 아니라 후퇴를 가져왔고 또한, 박정희가 서민적이고 검소한 대통령이라는 주장 역시, 각종 부조리 의혹사건, 3분 폭리사건, 장준하가 폭로한 3분 밀수사건, 전두환 정권 때 밝혀진 김종필의 200억대 부정축재 사건 등으로 볼 때 설득력이 없다고 주장한다. 이들은 박정희 신드롬이 "개발독재의 단맛을 독점해온 사회 곳곳의 수구적 보수세력과 특히 그들과 결탁된 조중동 보수언론"이 부추긴 것이라고 평가하고 있다.
박정희 신드롬을 집중적으로 조명한 바 있는 강준만은 월간말의 투고글에서 IMF 사태 이후의 박정희 신드롬을 조선일보, 조갑제, 군사독재의 후신들 등에 의한 박정희 미화라고 비판하였다. 또한 박정희에 대한 외국의 긍정적인 평가에 대해서는 김재홍 동아일보 논설위원의 《박정희의 유산》이라는 책을 인용하며, "(3선 개헌 직전인 1970년) 한국의 로비스트가 미국의 영향력 있는 대학 교수 겸 프리랜서에게 박정희의 얼굴을 타임지 표지사진으로 게재하게 주선해 주면 5만 달러를 제공하겠노라고 제의"하는 등 박정희에 대한 외국의 호의적인 반응의 원인을 진단하고 있다.
이에 대해 백낙청 서울대학교 명예교수는 “박 전 대통령 식의 경제 개발은 지속가능한 것이 아니었지만 박 전 대통령은 경제성장의 유공자이며 경제성장을 이룩하지 못한 다른 나라 독재자가 많다는 점과 한국처럼 극적인 성장을 이룩한 일은 더욱이나 드물다는 점에서 박 전 대통령을 경제성장의 유공자라면 유공자로 볼 수 있으며 민주화 진영이 (그간) 박정희 개인이나 그 시대 경제 분야에 대해 소홀한 면이 있었던 게 사실”이라며 “한국 경제가 박정희 시대에 이룩한 괄목할 만한 성과에 대해, 그리고 전제적이며 포악했지만 유능하고 그 나름으로 헌신적이었던 ‘주식회사 한국’의 최고경영자(CEO) 박정희에 대해 충분히 인정을 안 해준 것도 사실”이라고 주장하는 동시에 “군사문화와 대대적 환경파괴에 근거한 박정희 시대의 발전은 지속가능한 것이 아니었다”며 “먹고 사는 문제가 해결되면 국민들로부터는 (민주화 등) 다른 욕구가 나온다는 점에서 아이러니컬하게도 경제적 성공이 그의 권력을 도리어 잠식했다”며 박정희 시대에 대한 객관적인 평과를 강조하였다.
이런 상반된 시각에 대해 박정희를 비판적 시각을 견지했던 조희연 교수는 직접 경험한 ‘역사적 박정희’와 박정희 신드롬과 같은 현상으로 포착되는 ‘현대적 박정희’의 간극과 갈등을 극복하기 위해 박정희 시대의 폭압성과 국민적 저항을 강조하는 비판 일색의 기존 담론을 성찰하고 극복하자고 제안했다. 그는 “진보 담론이 강조하듯 박정희 체제는 폭압적이었지만, 최근 ‘대중독재론’의 지적처럼 새마을운동의 지지자들이 보여 주는 ‘열광’도 함께 존재한다”며 “미국에 의존적이면서도 민족주의적 측면이 존재하고, 경제정책조차도 하나가 아니라 여러 측면에서 해석할 수 있다”며 다양한 시각에서 바라볼 것을 지적했다.
한국과학기술연구원(KIST)은 서울특별시 성북구 하월곡동 한국과학기술연구원 단지 내에 KIST의 설립자인 박 대통령의 과학기술 업적에 대한 기념관을 건립하겠다고 밝혔다. 한편 김영삼은 자신을 탄압했던 박정희를 "역사의 죄인이다", "박정희의 경제개발은 장면 정권으로도 가능했으며 5·16 군사정변이 없었으면 장면이 나라를 잘 이끌어 갈 수 있었다" 라고 평가했다. 아울러 한나라당 친이계에서는“박정희 전 대통령이 정부과천청사를 만든 것은 잘못“이라며 비판했다.

### 해외의 평가
1999년 미국의 주간지 타임은 박정희 전 대통령을 한강의 기적을 이끈 인물로 '20세기 아시아인' 최고의 10인 중 한 명으로 소개하였다.
2012년 미국의 주간지 타임은 박근혜 대통령을 소개하는 기사에서 박정희 전 대통령을 독재자로 평했다. 타임지가 작성한 표지기사의 최초 제목은 'The Strongman‘s Daughter'였으나 이를 한국 언론과 정치인들이 해석하는 과정에서 논란이 생기자, 기사의 제목을 'The Dictator's Daughter'로 수정하기도 했다.
2012년 미국의 일간지 LA 타임스 역시 박근혜 대통령의 당선을 전하는 기사에서 "한국은 비록 튼튼한 민주주의의 기반 위에 있지만, 남북이 모두 독재자의 자식들이 통치하게 되었다는 비아냥을 피할 수 없게 됐다.(Despite the robust democracy in this country of 50 million people, the irony was not lost that both Koreas will now be governed by the offspring of autocratic leaders.)"라고 전하며 박정희 대통령을 독재자라고 평가했다.
2012년 미국의 일간지 뉴욕 타임스도 박근혜 대통령의 당선을 알리는 기사에서 박정희 전 대통령을 '한국에서 가장 오랫동안 군림했던 독재자(South Korea’s longest-ruling dictator)'로 평가했다. 2013년에는 박근혜 정권을 비판하는 기사에서, 박정희 전 대통령을 포함한 과거 군사 독재자들이 북한에 대한 위협을 이용하여 국내 정적들을 탄압하고 신뢰를 떨어뜨리기 위해 '공안정치'를 했다고 평가했다.
2012년 영국의 가디언 역시 박근혜 대통령의 당선을 전하며, 박정희 전 대통령을 독재자(dictator)라고 평했으며, 프랑스의 르몽드는 박근혜 대통령의 당선소식을 전하며 "Ironie du sort, Mme Park sera arrivée au sommet du pouvoir en battant dans les urnes un des opposants historiques au régime de son père, Moon Jae-In, figure des années noires qui paya de sa liberté son engagement pour les droits de l'homme.(아이러니한 것은 박근혜는 아버지의 잔인한 통치를 부정하면서 당선되었는데, 낙선한 문재인은 박정희의 독재에 맞서 자유를 위해 활동하였다는 것이다.)"라고 밝혀 박정희 전 대통령을 잔인한 독재자로 평가했다.
2014년 독일의 프랑크푸르터 룬트샤우는 4월 22일자 '한국 얼음처럼 차가운 독재자의 딸(SÜDKOREA Unterkühlte Diktatoren-Tochter)'이라는 기사의 중간 제목에서 박근혜 아버지인 박정희를 도살자로 규정했다.

## 논란과 의혹

### 정적 제거
제3공화국 당시 중앙정보부 요원에 의해 발생된 김영삼 초산 테러 사건과 1967년에는 제6대 대통령 선거에서 윤보선에 대한 중앙정보부의 암살 미수, 윤보선의 지원유세를 하던 장준하가 박정희를 친일파, 밀수 왕초로 비판했다가 구속수감되기도 했다. 장준하 실족사 이후 정권에 의한 타살 의혹과 김형욱 암살 의혹은 지금까지 이어져오고 있다.
한편 윤보선 암살 의혹 역시 제기되고 있다. 6대 대통령 선거에서 그는 현역 육군중령을 시켜 그를 저격하려 하였으나, 박정희가 승리를 거둠으로써 윤보선 암살계획은 취소되었다는 것이다.
1968년의 김영삼 초산 테러 사건, 1972년의 김대중 납치사건, 1975년 10월 박정희의 장기집권을 국회 대정부 질의에서 비난했던 김옥선 의원에 대한 공화당 등의 국회 강제축출(김옥선 파동), 1979년의 김영삼의 의원제명 파동 사건 등이 있었다.

### 지역 감정 조장
1963년 선거에선 윤보선과 경쟁하면서 호남지역에서 높은 지지율을 받았으나, 1971년 대선에서 상대 후보였던 정적인 신민당 김대중 후보를 비판하면서, 반공이데올로기와 결합한 지역감정을 조장한 것이 원인이 되었다는 주장이 있다. 구체적인 사례로는 1971년 대선 때 중앙정보부의 공작으로 영남 지역에 '호남에서 영남인의 물건을 사지 않기로 했다'는 전단지가 나돌았으며, 1971년 대선 연설에서 공화당 찬조연사는 "경상도 사람치고 박대통령 안뽑을 사람있느냐"의 발언하는 한편, 또 다른 연사는 "이런 사람(김대중)이 전라도 대통령은 할 수 있지만 어떻게 대한민국 대통령이 될 수 있겠느냐"라는 발언을 하기도 했다. 장영수 고려대 교수는 “만약 박 전 대통령이 지역 균형발전 철학을 갖고 있었더라면 박정희 정권 시절 영호남 갈등이나 지역 차별 논란이 심하지 않았을 것”이라고 비판했다.

### 프레이저 보고서와 비자금
1976년 코리아게이트 사건 이후 1978년 10월 31일 미 의회에 제출된 프레이저 보고서에 따르면, 미 의회는 박정희 정권이 미국 안에서 유신체제에 대한 비판적 여론을 무마하려고 정계, 재계, 학계, 언론계 등에 대해 중앙정보부를 이용해 뇌물, 매수, 회유, 협박 등 각종 불법 수단을 동원하고 있다고 판단했다.
보고서는 박정희 대통령과 그의 측근들이 기업들과 각종 이권사업을 통해 불법 정치자금을 어떻게 모으고 관리했는지를 밝히고 있으며, 이 과정에서 ‘박정희 스위스 은행 계좌설’에 대한 언급도 나온다. 보고서는 “본 소위 청문회에서 김형욱은 김성곤이 걷은 정치자금 가운데 75만달러를 개인적 용도로 보관했고, 박 대통령과 그 부인(육영수), 정일권, 이후락, 박종규 등의 개인적 이익을 위해 비슷하게 제공된 자금도 김성곤이 보관했다고 증언했다”고 밝히고 있다. 또한 “박 대통령에게 전달된 자금들과 관련해, 증언·기록들은 이후락에 의해 수집된 자금들이 스위스 은행계좌에 예치되었다고 했다”며 “스위스 계좌의 존재는 은행 기록들로 구체화되었고, 이동훈(이후락 아들)에 의해, 그리고 다수의 최측근에 의해 확인되었다”고 밝히고 있다. 이 스위스 계좌의 돈은 대통령이 사용하기 위한 ‘정부자금’이었고, 박 전 대통령은 이 자금들을 야당 국회의원, 군부 등을 ‘매수’하기 위해 나눠줬다고 한다.
재미언론인 안치용은 본 보고서에 “1971년 한국의 대통령 선거를 전후로 미국회사들이 850만 달러를 (한국의) 공화당에 직접적으로 또는 한국대리인이나 비즈니스 파트너를 통해 지급했다”고 적혀있다고 주장했다. 이와 같은 미국 기업 등에서 받은 ‘비자금’ 또는 이른바 ‘통치자금’의 실체에 대해서는 이미 5공비리 청문회를 전후로 박정희의 비서실장이었던 김계원의 증언에서도 확인되었다. 이와 관련해 언론사 미디어 오늘에서 2012년 대선 당시 박근혜 후보 캠프의 여러 대변인들에게 문자메시지와 전화통화를 통해 질의했으나 답을 하지 않거나 “사실확인을 할 수 없는 위치에 있어 답하기 곤란하다”는 해명을 들었다고 보도하는 등, 본 보고서와 비자금 논란에 대한 의혹이 해명되지 않고 있다.